# Battlefield 4
Battlefield 4 (Бојно поље 4, или скраћено BF4) је пуцачина из првог лица, коју су направили произвођачи видео игрица „ЕА ДАЈС“ (енгл. EA DICE) и објављена је од стране Електроник артс-а (енг. Electronic Arts, Inc.). Ово је наставак игрици из 2011. И изашла је у октобру 2013. Године за Windows, PlayStation 3 и Xbox 360; И касније у новембру је изашла за PlayStation 4 и Xbox One (енг. Xbox One).
Бетлфилд 4 је дочекан са позитивном реакцијом. Хвалили су његов мод за више играча, графику и начин играња, али је добио критике због кратке и једнодимензијалне кампање за појединачне играче, и због многобројних техничких проблема софтвера. Ова игрица је била успешна, продавши преко 7 милиона копија.

## Гејмплеј
Визуелни интерфејс игрице се састоји од два компактна правоугаоника. Доњи леви угао има малу мапу и компас ради навигације и поједностављено обавештење за тренутни задатак које се налази изнад маке мапе: доњи десни угао има бројило преостале муниције као и индикатор свеукупног здравља играча. Горњи десни угао показује обавештења о свим погинулим играчима који се тренутно начазе на том серверу.Windows верзија има и прозор за ћаскање који се налази у горњем левом углу када се играч налази у неком серверу са другим играчима. Мала мапа, као и главни прозор у игрици показује симболе који представљају три различите ствари, плава боја представља пријатељске играче, зелена боја представља играче из исте јединице а наранџаста представља непријатеље и ово се односи на све активности на бојном пољу. Бетлфилд 4 опције дозвољавају далтонистима да промене индикатор за боје на: тританомалије, деутераномалије и протаномалије.
Прилагођавање оружја је скупо и подстиче се. Примарно, секундарно и хладно оружје додацима за оружје и камуфлажом у боји коже. Већина оружја има одређена подешавања за бојне моделе (на пример: полуаутоматска, аутоматска ватра), дозвољавајући играчима да прихвате окружење у коме су се затекли. Они могу да „уоче“ мете (обележавајући њихове позиције за играчев тим), у капањи за једног играча (првој у Бателфилд франшизи), као и у мултиплејер кампањи. Систем за симулацију падања метака услед гравитације је значајно напредовао, терајући играче да промене систем за пуцање на великој и средњој удаљености. Као додатак, играчи имају више борбених могућности, као што је супротстављање нападу хладним оружјем спреда док стоје или чуче, пуцање из секундарног оружја док пливају, и роњење да би избегли да их непријатељи примете. Стандардне бојне могућности и даље укључују поновно улитавање док се спринтује, неограничен спринт, склањање и прескакање.

### Кампања
Синглплејер кампања има неколико разлика од главне мултиплејер компоненте. У већем делу игрице играч мора да прелази мање нивое слободног, отвореног типа, у неким случајевима користећи возила као што су тенкови и бродови да се прође кроз окружење. Као и играчев лик, Рекер, играч може да користи две функције резервисане само за кампању: Ангажовану команду и тактички двоглед. Ангажвана команда даје упутства Рекеровим друговима из јединице, и понекад онима из других, пријатељских јединица, да нападну било какве непријатеље у Рекеровој близини или на видику. Тактички двоглед је сличан ласерским ознакама, у смислу да дозвољава играчу да направи разлику између пријатељских и непријатељских јединица, види складишта оружја, експлозив и објекте на терену. Идентификујући непријатеље, играч може да их види и без визира, и лакше опажа чланове њиховог тима. У једном тренутку, Рекер брзо склања тактички визир, тако их натеравши да користе једино Ангажовану команду, за обраћање његовим друговима из јединице на ограниченом броју непријатеља.
Кампања садржи извесне задатке који захтевају специфичне радње, и откључавање оружја у мултиплејер режиму, до комплетирања. Оружје из колекције се враћа заједно са увођењем колекционих паса – ознака које се могу користити у мултиплејер режиму. Оружје креирано и пронађено кроз нивое, дозвољава играчима да набаве муницију и мењају оружје. Док се у сандуцима држи уобичајено оружје, сакупљено оружје се може користити кад год затреба, а оружје специфично за неке нивое се може употребити једном када се специфична мисија заврши, доносећи довољно поена из нивоа.

### Мултиплејер
Бетлфилд 4 мултиплејер садржи три дела за играње – Сједињене Државе, Русија и Кина – боре се међусобно, и могу играти до 64 играча наПЦ -ју, Плеј Стејшн-у 4 или Икс – боксу Уон (24 играча на Xbox-у 360, и ПС3). Поново представљени „Командир режим“ је последњи пут виђен у „Бетлфилд 2142“, даје по једном играчу из сваког тима у реалном времену стратешки поглед на целу мапу и могућност да се наређује члановима свог тима. Такође, Командир може посматрати битку очима играча на бојном пољу, да распоређује возила и оружје да би одржао ратну машину, и да наређује нападе пројектилима на непријатељске циљеве. Посматрачки режим је укључен, омогућујући играчима да посматрају друге у првом или трећем лицу, као и да користе слободне камере да разгледају мапу из било ког угла.
Дана 10. јуна 2013, Дајс је на Е3  представио мапу „Опсада Шангаја“, супротставивши Народну ослободилачку армију америчким поморским трупама. У игрици је приказан Командир режим, ново оружје и возила, и „Леволушн“ механика из игрице. Видео показује последњу од три различите тачке, укључујући: играч уништава потпорни стуб да би заробио непријатељски тенк испод, велики небодер (са циљем на највишем спрату), који се урушава у центар мапе, подижући велики облак прашине широм мапе, доносећи циљ ближе земљи. Леволушн такође садржи ефекте као што је прскање пене из апарата за гашење пожара, да би се соба испунила облаком пене, аларми за кола који се искључе када се нагазе, детектори метала који се искључе када се прође кроз њих, или искључивање тује у просторији да би се смањила видљивост другима.
Мапе укључене у главну игрицу су „Опсада Шангаја“, „Олја код Парацел острва“, „Завод 331“, „Ланчанг брана“, „Зона поплаве“, „Црвена трансмисија“, „Хајнан одмаралиште“, „Праскозорје“, „Операција сандук“ и „Пруга у Голмуду“. Режими у игрици у понуду укључују Надметање Бетлфилда, Доминацију и журбу; док додају и два нова режима Уништење и смањење, заједно са традиционалним режимима у игрици, као што су: Тимски смртоносни меч, и Смртоносни меч јединице.
Четири комплета из Бетлфилда 3 су присутна и овде, са мањим изменама. Нападачки комплет сада мора да сачека да се дефибрилатор поново напуни након оžивљавања саиграча у брзој борби. Инжињерски комплет садржи оружје за личну одбрану, а карабини су доступни у свим комплетима. Помоћни комплет има у себи мобилни минобацач, и Икс Ем 25, који дозвољава индиректну супресивну ватру. Извиђачки комплет је сада више мобилан, и може да опреми карабине, означене пушке, и Ц-4. Снајпери у игрици су такође опремљени механизмом за ручно подешавање нишана да се прилагоди удаљености мете, и саджи више оптике и додатака него у претходним Батлефилд игрицама. Извиђачки комплет мође искористити и Ем Еј Ви, Ти– Ју-Џи–Ес, и Радио светионик.
Такође су представљена нова возила. Са додатком Кине, нова возила укључују Тип 99 ЕмВиТИ, ЗиЕфБи – 05 наоружано возило, и Зи – 10Даблју десантни хеликотер. Авиони су такође били ребалансирани, и подељени у две групе: „нападачки“ и „стелт“. Нападачки авиони су фокусирани углавном на ваздух – земља ударе, док су стелт авиони фокусирани на борбе у ваздуху. Још једно возило је додато у Бетлфилд 4, са новом камуфлажом за сваку пушку. Нова прилагодљива камуфлажа је уведена тако да може да се прилагоди свему, и играч не мора да мења камуфлажу сваки пут. Камуфлаже се могу наћи на хеликоптерима, авионима, тенковима, транспортерима и пушкама. Претходно, ове опције су биле могуће и на падобранима, али су уклоњене, и сада се на њима налазе амблеми.

## Синопсис

### Поставка и ликови
Бетлфилд 4 синглплејер кампања се одвија током измишљеног „Рата 2020.“, шест година након онога што је претходило. Тензије између Русије и Сједињених Држава су на рекордно високом нивоу, због конфликта који је трајао већ шест година између две земље. Поврх свега, Кина је исто на ивици рата, пошто адмирал Ченг, главни противник, планира да збаци тренутну кинеску власт. Ако успе, Ченг ће имати подршку Руса, потпирујући ратне варнице између Кине и Сједињених Држава. Играчи контролишу наредника „Рек“ Рекера, другог у командној линији америлких поморских трупа, чија је шифра „Тумбстоун“. Део његових сабораца је и десетар Вилијам Дан, специјалиста за тешко наоружање Кимбл „Ирац“ Грејвс, и пољски лекар Клејтон „Пак“ Паковски. Раније у кампањи, ЦИА оперативац Ласло В. Ковик, познат као Агент В“, из Бетлфилд 3 капмање, и кинески агент тајне службе Хуанг „Хана“ Шуи, су придружили Томбстоуна. У кампању се враћа и Димитри „Дима“ Мајаковски, из Бетлфилд 3 кампање – још увек жив, након нуклеарне детонације у Паризу пре шест година, и под кинеском војном управом из непознатих разлога.

### Заплет
Смештен у 2020, шест година после догађаја у Њујорку, Бателфилд 4 кампања се одвија хронолошки и стално доводи ликове као што је Рекер. На почетку, у Бакуу, у Азербејџану, Тумбстоун чета, у којој се налазе Рекер, Дан, Ирац и Пак, бежи из града, заједно са виталном интелигенцијом и руским специјалним јединицама које их јуре. Јурњава која је уследила затекла је јединицу ухваћену на спусту у море за кола. Дан, заробљен између седишта, и већ критично повређен, даје Рекеру свој револвер, и наређује му да пуца у ветробран. Преко воље, Рекер пуца у стакло, и Дан се дави, док остали беже. Док Тумбстоун плива према површини, војници чују свог надређеног официра, капетана Гарисона, како говори преко телефона о интелу: како адмирал Ченг планира револуцију, и ако успе, добиће пуну руску подршку, потврђујући ранији извештај из Кине. Тумбстоун се враћа у САД Валкире: амфибијски напад на кинеску источну обалу. На путу до тамо, Гарисон их информише о атентату на кинеског председничког кандидата Џин Џие, и Ченг је убедио Кинезе да је Америка одговорна.
Гарисон шаље Томбстоун, са Рекером као командиром чете, на тајну мисију у Шангај, да спасу три важне личности: Ковика, Хану и Ханиног мужа. Уз Тумбстоунову помоћ, Ковик води своје другове до Валкире, хеликоптером. У међувремену, Тумбстоун узима цивилни уристички брод са обале, тачно пре него што електромагнетни пулс спржи све около. Схватајући да има још цивилних избеглица насуканих на бродовима око њих, и поред Паковог негодовања, Ирац их доводи на Валкиру. На Валкири су кренули ка САД Титану, носачу авиона на нуклеарни погон, Нимиц клас, који би им могао помоћи. Чим су спазили Титан, одмах су приметили да су га Ченгове снаге гадно оштетиле. Гарисон наређује Тумбстоуну, са Ковиком на челу, да са Титанове олупине узме црну кутију, пре него што потоне. Тумбстоун опоравља хард диск са подацима пре него кинеског ракетног напада, и боре се са Кинезима који су се укрцали, до излаза. Титан се савија под сопственом тежином до тоне, и пуца на пола, због чега је Тумбстоуни су били приморани да искоче. Утирући себи пут ка Ваклири отетим нападачким бродом, они виде да је носач под опсадом кинеских снага. Укрцавају се да би одбили кинески напад. Ковик је тешко поврежен током акције, и поставља Рекера као одговорног за Тумбстоуна, пре него што ће издахнути. Тумбстоун рашчишћава комндни мост, и спасава Ханиног мужа и Гарисона.
Гарисон рапортира Рекеру и Паку о предстојећем нападу на сингапурски аеродром који контролишу Кинези, да би се прекинула кинеска доминација у ваздуху. Док су њихови авиони приземљени због олује. Хана се добровољно јавља да помогне Тумбстоуну, на Ирчеву жалост, пошто он лично није био укључен. Маринци успешно заузимају плажу, напредујући кроз аеродром, током чега су изгубили већи део својих снага. Док су прелазили мост до аеродрома, Рекер се нашао прикљештен колима која је на њега нанео јак ветар, и покушава да се ослободи не би ли помогао Томбстоуну, без успеха. Велики теретни авион се руши на мост, бацајучи Тумбстоун у море. Они преживљавају, и успевају да се докопају аеродрома преко канализације. Након што Пак испали сигнални метак, Тумбстоун покушава да евакуише простор користећи непријатељско возило, али остају ван возила, јер га граната погађа. И како делује, убија Пака. Хана, изгледа, издаје јединицу, доводећи кинеске војнике да заробе Тумбстоуна, што разбесни Ирца, али ни он, ни Рекер не могу да спрече војнике да их заробе.
Кинеска војска их води у затвор у Кулун планинама. Тамо испитују маринце о њиховој мисији у Шангају, што Ченг лично посматра, пре него што их баце у ћелије. Рекера је пробудио Дима, руски затвореник, који је озрачен радијацијом. Рекер помаже Дими да ослободи остале затворенике, покреће масовне немире, и поново се уједињује са Ирцем. Мада су се ослободили затворске страже, кинеска војска долази и покреће напад. Рекер и Ирац их задржавају довољно дуго да Дима отвори затворске капије, да бих их ухватила Хана и други војници. Хана пуца у војнике, држећи Рекера, Ирца и Диму на нишану, објашњавајучи да је била задужена да штити Џин Џијеа, који се представљао као њен муж. Група се пробијала кроз Кулун планине до жичаре, која се спушта низ планину. Непријатељски хеликоптер их погађа и убија Диму.
Приморани да наставе пешке 2 дана, Тумбстоунси успевају да се спусте низ планину, ловећи да би преживели. Они проналазе џип, и возе се до Ташгара, града у западној Кини, где је присутна америчка војска, под опсадом руских снага. Возећи, Хана је причала како је водила Џин Џие да упозна њену породицу, и да им да наде, али да је следећег дана Ченгова армија дошла и све их поубијала; што је заледило Ирца, и он јој се извинио. Најзад су нашли мајора Гринленда, који је командовао америчким коненим трупама у Ташгару. Она је тврдила да су у заостатку због мобилног противваздушног уређаја који руси имају. Томбстоун се добровољно јавља да униши брану и да поплави подручје, уништавајучи при том кинеске и руске снаге, у замену за транспорт до Валкире. Успешно завршавају задатак, и послати су у Суецки канал.
Њих је покупио амерички Це – 130, користећи Фултон земља – ваздух систем за опоравак, и онда су се падобранима спустили на Валкиру која је пловила ка снагама адмирала Чанга. Тумбстоун рашчишћава палубу од укрцаних кинеских снага, и проналазе Гарисона кога држи медицински тим са Џин Џие, другим преживелима и Паком (који је преживео Сингапур). Када су кинеске снаге стигле до врата медицинског дела, Џин Џие је убедио Рекера да му дозволи да покаже своје лице пред војницима, јер су се они борили у убеђењу да је Џин Џие погинуо. Рекер отвара врата, и пада доле, али Џие смирује тензије измежу три војске, показујући своје лице кинеским војницима, који су стали и почели да славе вест да им се вођа вратио, и пожурили су да јаве новости осталим кинеским војницима на броду.
Када је чуо вести, Ченг је засуо ватром Валкиру, у нади да ће „сахранити истину и све њих заједно с њом“. Без средстава да узврате, Рекер, Ирац и Хана се јављају да га ручно униште експлозивом. Пловећи бродом до слепе тачке, њих троје је подесило даљинске команде, и користили су пушке на сигурно, испод Суецког канала пре детонирања експлозива. На жалост, даљинска детонација није успела, што је захтевало ручне команде. Хана се јавила да подеси нове команде, али је Ирац зауставио, јер ће бити потребна Кини. Рекер, и играч, сада бирају између две опције: или неће урадити ништа, док Чангов брод уништава Валкиру, убијајући Пака, Гарисона и Џин Џие, или ће послати Хану или Ирца да подесе експлозив. Чим детонатор засветли зелено, Рекер нарежује детонацију, уништавајући Ченгов брод, али убијајући онога ко се затекао доле, да би ово било могуће. Амерички спасилачки хеликоптер купи Рикера, и његове преостале саборце, извештавајући Гарисона да је један члан нестао у акцији. Током овога, играч чује дијалог између Хане и Ирца, који причају о прошлости, и како морају да наставе даље „без јебеног жаљења“.

## Развој
Председник „Електроник Арта“ Френк Гибо, је потврдио намеру компаније да објави наставал Бетлфилда 3 током говора на Универзитету у Јужној Калифорнији, где је рекао: „Биће и Бетлфилд 4!“Након тога, њихов пи-ар је рекао Ај Џи Ен-у: „Френк је говорио нашироко о Бетлфилд бренду, бренду коме се ЕА односи са великом страшћу и коме је заједница фанова дубоко посвећена.“ Вечери када је изашао Бетлфилд 3, директор ЕА Дигитал Илужнс је рекао Еурогјмеру да се шведски студио нада да ће једног дана имати прилику да направи Бетлфилд 4. „Ово сада изгледа као први дан,“ рекао је извршни продуцент Патрик Бах. „Узбудљиво је. Цео Фростбајт 2 нам је отворио велико поље на коме можемо да радимо шта желимо.“
Бетлфилд 4 је направљен на новој Фростбајт 3 машини. Нова Фростбајт машина омогућава реалистичније окружење, са текстурама које се боње виде и појединачним ефектима. Нови систем „мрежна вода“ је такође представљен, и омогићио је свим играчима да виде исти талас у исто време. Мозаик – слагалица је такође обновљен. Алфа Трајал је 17. јуна 2013. почео са насумичним слањем позивница путем мејла, за Бетлфилд 3 играче, дан раније. Проба је трајала две недеље, и садржала је мапу опсаде Шангаја, са уклоњеним текстурама, правећи „бео“ текст.
Захваљујући подељеном пријему за два играча у Ко – Оп режиму, у Бетлфилду 3, ДАЈС је одлучио да се фокусира на обоје: и на побољшање кампање и на побољшање мултиплејер компоненти.
АМД и Дајс су омогућили да се АМД– ов Мантл апликација може користити у Бетлфилду 4. Циљ је био да се поправе перформансе АМД-гцн Радеон графичке карте, омогућавајући виши степен оптимизираних перформанси у хардверу, него што је пре било могуће са Оупен ЏиЕл – ом или Дајрект икс – ом. Иницијални тестови на АМД– овом Мантле да је ово било ефективно побољшање за спорије процесоре.
Дајс је пустио Оупен Бета за игрицу која је била за Windows (64 – обитни само), Икс Бокс 360 и Плеј стејшн 3. То је укључивало режиме Доминација, Освајање и Уништење, који су се могли користити на мапи Опсада Шангаја. Отворена Бета је стартовала 4. октобра 2013. и завршила се 15. октобра 2013.

### Техничка питања и правни проблеми
По објављивању, Бетлфилд 4 се суочио са великим техничким баговима, кваровима и урушавањима широм свих платформи. ЕА и ДАЈС су убро почели са објављивањем закрпи за игрицу на свим системима, и ДАЈС је после открио да ће стопирати рад на свим својим будућим игрицама, (укључујући Мирорс Еџ, Звездани Ратови и Бетлфилд 4 садржаја за скидање), док Бетлфилд 4 не проради како треба. У децембру 2013, месец дана након иницијалног пуштања, ЕА представник је изјавио: „Знамо да имамо још посла око поправке игрице, и то нам је апсолутни приоритет. Тим у ДАЈС – у ради нон стоп да би ађурирао игрицу.“
Председник ЕА, Петер Мур, је најавио у јануару 2014. да компанија није осетила негативне ефекте који би били резултат техничких проблема. Рекао је да је негативан ефекат на продају имала промена тренутне генерације(PlayStation 3, Икс Бокс 360) конзола у наредну (PlayStation 4, Икс Бокс Уан), и да друге франшизе игрица као ФИФА и Нид фор спид, су имале сличне проблеме. Као награда играчима који су купили игрицу, и играли је упркос баговима и проблемима, ДАЈС је поклонио играчима месечни, бесплатни мултиплејер садржај, као што су: бронзани и сребрни Бетлпекс, Икс Пе побољшања и догађаје, камуфлаже, пречице до пакета са оружјем, и додатни садржај за Премијум кориснике.
Због распрострањених багова и грешака, ЕА је постао мета разних адвокатских фирми. Фирма „Холцер, Холзер и Фистел Ел Ел Си“ је покренула истрагу о јавном мишљењу о ЕА између 24. јула и 4. децембра 2013. да установи је ли компанија намерно довела у заблуду своје инвеститоре о са информацијама које се односе на „развој и продају Бетлфилд игрице и утицаја игрице на ЕА приходе и пројекте који иду даље. Убрзо затим, адвокатска фирма „Робинс, Гелер, Рудман анд Дауд Ел Ел Пи“ је повео сличну тужбу против ЕА због лажних изјава о квалитету Бетлфилда. Друга врста тужби је покренута само неколико дана након што је фирма „Бауер Пивен“ која је тврдила да је ЕА прекршила Закон о хартијама од вредности из 1934. тако што нису добро информисали инвеститоре о великим баговима и грешкама током развијања, које су могле да спрече инвеститоре у доношењу одлука о Бетлфилду 4. „Бауер Пивен“ је позвао инвеститоре који су изгубили више од 200.000 долара да буду главни тужиоци. Октобра 2014. судија Сузан Илстон је одбацила једну од тужби, на темељу тога што ЕА није намерно завела инвеститоре, а уместо тога, претходно пуштене изјаве о Бателфилду 4, су биле „нејасне изјаве о корпоративним оптимизму“, „пасивно мишљење“ и „надувавање“.
Шест месеци након иницијалног пуштања игрице, у априлу 2014, ДАЈС је пустио програм назван „Комјунити тест инвајормент“ Си Ти И, који је повео ограничен број играча на компјутерима да тестирају нове закрпе и ажурирања, пре него што се пусте у широку продају. Један од главних тестова на закрпама је био неткод, посебно „тикрејт“ што одређује колико ће се често игрица и сервер ажурирати, мерено у секундама. Због величине Бетлфилд – а 4, у условима информација, ДАЈС је одлучио да има низак „тикрејт“ Ово је резултирало великим бројем питања, укључујући штету при регистрацији и крај продаје. Си Ти И програм је тестирао игрицу при вишем тикрејту, са другим уобичајеним проблемима, и почео је одмотавати закрпе средином 2014.
У октобру 2014, скоро годину дана након званичног објављивања, велика ађурирања су још чекала, а ДАЈС продуцент из Лос Анђелеса, Дејвид Сирланд, је рекао да је компанија обнародовала да је пуштање Бетлфилда 4 апсолутно донело штету франшизи и изневерила поверње фанова. Сирланд је реако да је траљаво објављивање игрице проузроковало да компанија преиспита модел, и планира да буде транспарентнија, да раније пушта бета тест и будуће инсталације, што је у то време названо „Бетлфилд Хардлајн“ (2015) Сирланд је такође изјавио: „Вероватно имамо још доста играча који не верују да можемо да направимо стабилно лансирање или стабилну игрицу. Не желим да кажем било шта, због тога што желим да урадим. Желим да виде шта радимо, и шта ћемо урадити, и то ће бити мој одговор. Мислим да морамо да урадимо нешто да би нам веровали, а не да кажемо нешто да би нам веровали. Покажи радећи.“

## Маркетинг
Марта 2013. Електроник Арт је отворио Бетлфилд 4 веб сајт са три званична тизера, названа „Припрема за битку“. Сваки се односи на једно од места где ће се водити битке: ваздух, копно и море. ЕА је тада наставио да објављује тизере у смислу откривања Бетлфилда 4 на Конференцији за развој игрица 26. марта 2013. Следећег дана је пуштен и први трејер, који је био пример за Фростбајт 3 машину. Убрзо затим, ЕА је омогућио наруџбине за игрицу, за Windows PlayStation 3 и Икс Бокс 360, не спомињући наредне генерације конзола.
У јулу 2012. Бетлфилд 4 је био најављен, када је ЕА објавила да ће њени клијенти који су били наручили раније Медал оф онор: ворфајтер (или дигитално де лукс или издање са ограниченим бројем копија), први добити улаз на Бетлфилд 4 бета, а ово је од тада проширено и на власнике Бетлфилд 3 премијум, и било које Ориџин кориснике који су били раније поручили Бетлфилд 4 дигитално де лукс издање. Мада играчи који се квалификују за излаз на више начина, ће бити награђени бета излазом за њихов налог, што неће моћи да се пренесе на неког другог. „Ексклузивна“ бета је кренула са радом 1. октобра 2013. са отвореном бетом, што је трајало до 4. октобра. Бета ће бити на три платформе, ПЦ, Xbox 360 и Плеј стејшн 3 и укључиваће Опсаду Шангаја и Освајачки режим.
ДАЈС је открио више о садржају Бетлфилда 4 на Е3 10. јуна 2013. као што су мултиплејер режим и дозвољавање учесницима да играју игрицу на самом догађају. Више информација је пружено на Гејмском – у, 2013. у Колоњу, у Немачкој, као што је Ћелијска олуја мултиплејер мапа и Бетлфилд 4 Премијум, који укључује пет дигиталних проширења, заједно са новим мапама и садржајима у игрици. Улаз у пакет са експанзијама две недеље раније. Личне опције кључујући камуфлажу, боје, амблеме и даље. Приоритетну позицију на серверу. Недељна ажурирања са новим садржајем. Дупли Икс Пе догађају, 12 пакета са биткама. Пакети са биткама су дигитална паковања са комбинацаијама новог оружја, трагова, ножева, Икс Пе побољшања и стандардизовања ликова, од чега су три укључена у предпродају Ориџинових Делукс издња. То такође укључује и ваше Премијум чланство, од Xboxа 360 до Xboxа уан, или од PlayStationа 3 до PlayStationа 4. Предпродаја Премијум чланства је почела истог дана када је најављена (21. августа 2013). ДАЈС је такође најавио да ако поручите игрицу за постојећи систем (PlayStation 3 или Xbox 360), моћи ћете да га заените за PlayStation 4 или Xbox One. Једна верзија игрице кошта само 10 долара. Као додатак, све PlayStation 3 4 копије имају код у кутији тако да се може искористити дигитална копија на PlayStation продавници.
Важна стратегије ДАЈС маркетинга у промоцији Бетлфилд-а 4, је била среија тв и веб реклама, под називаом „Само у Бетлфилду“. У свакој од ових реклама, чује се како говори неки играч, описујући своје јединствено искуство, и приказујући га, уз помоћ фотографија. Ове рекламе су бациле акценат на слободну форму игрице, као што је уништење окружења и и динамична природа борби у игрици. Ово укључује и демонстрацију Леволушн карактеристике, унапређења у игрицу и у мултиплејер ређиму се могу догодити и неки моменти који нису у сценарију.
Због лошег пријема игрице, 30. маја 2013, ЕА је укинуо онлајн пропусницу за постојеће и будуће ЕА игрице, укључујући Бетлфилд.
Аплликација је такође пуштена за ИОС и Андроид.